# Eddy Armando Rodríguez
Eddy Armando Rodríguez (1942-2011) fue un actor, director de teatro, dramaturgo y fundador del Teatro Experimental La Mama de Bogotá.

## Historia
Eddy Armando nace en 1942 en Bogotá y veinte años después empieza a hacer sus primeras actuaciones en el Taller del Parque Nacional en 1962. Un año más tarde, en 1963 y hasta 1966 pasó por el grupo de teatro de la Galería 25, luego como actor en el teatro Estudio de la Universidad Nacional. Después de actuar en varios sitios y siendo muy joven, se convierte, junto con otra cantidad de actores en Actor Fundador de la Casa de la Cultura hoy Teatro La Candelaria.
Tan solo un par de años más tarde en 1968 junto con Kepa Amúchastegui, Paco Barrero, German Moure, Jorge Cano e Isidora Aguirre, forman el Teatro Experimental La Mama, respondiendo al movimiento que se generaba en Broadway con Ellen Stewart y La Mama Experimental Theatre Club, un movimiento artístico lejano a cualquier forma de hacer teatro y comercializarlo a grandes masas como lo estaban haciendo grandes teatros de Broadway.

## Dramaturgo
A través del Teatro Experimental La Mama Eddy Armando contribuyó a la adaptación de obras como "El Abejón Mono", "Chaupi Punchapi Tutayaca", "Joselito Carnaval", "Los tiempos del ruido", "En sueños de Bolívar", "Ahí les dejo su H... P... vida" entre muchas otras obras que son parte de su trascender artístico pues en su momento llegaron a un sector específico de la sociedad y generaron un sentimiento de cambio en el sistema. 

## Eddy Armando y El Teatro Experimental La Mama
En 1969, solo un año después de estar funcionando el proyecto, muchos de los socios fundadores decidieron retirarse por razones personales que en muchas ocasiones 
correspondían al desacuerdo con la línea que estaba tomando La Mama, porque cabe aclarar, si algo identifica a La Mama y lo separa de los otros teatros de la ciudad es la temática que maneja, siempre fuerte, inconforme, narrando la realidad social desde el punto de vista del campesino, del otro, del oprimido. Pero no fue la única crisis, en 1974 por cuestiones económicas tuvieron que desalojar su primera sede ubicada en la carrera 13 con calle 48 y solo hasta 1976, luego de una larga lucha para que el estado respondiera económicamente por algunos gastos del Teatro, les fue entregada la sede en la que hoy reposan todavía ubicada en la calle 63 entre carreras 8ª y 9ª.

## Muerte
Eddy Armando falleció el 31 de diciembre de 2011, en Bogotá, a sus 69 años. Dedicó más de 4 décadas al Teatro Experimental La Mama, que dirigió hasta el día de su muerte.